# Юхнов Анатолій Миколайович
Юхнов Анатолій Миколайович (*19 січня 1947, Макіївка, Донецька область) — український співак баритон, заслужений артист України, педагог.

## Біографічні відомості
Закінчив Донецьке музичне училище та Донецький музично-педагогічний інститут та незабаром став солістом-вокалістом Донецької філармонії.
Найвідоміші пісні, що виконував співак: «Молитва за Україну», «Город надежды и славы», «Спят курганы тёмные» та ін.

## Нагороди, звання
2001 року удостоєний звання заслуженого артиста України.